# Convergencia puntual
En matemáticas, la convergencia puntual es uno de los distintos sentidos en los que una sucesión de funciones puede converger a una función particular. Es más débil que la convergencia uniforme, con la que se suele comparar.

## Definición
Supongamos que {\displaystyle (f_{n})} es una sucesión de funciones que comparten el mismo dominio y codominio. El codominio suelen ser los reales, pero en general puede ser cualquier espacio métrico. La sucesión {\displaystyle (f_{n})} converge puntualmente a la función {\displaystyle f}, lo que se suele escribir como
{\displaystyle \lim _{n\rightarrow \infty }f_{n}=f\ {\mbox{puntualmente}},}
si y solo si
{\displaystyle \lim _{n\rightarrow \infty }f_{n}(x)=f(x).}
para todo {\displaystyle x} en el dominio. Se dice que la función {\displaystyle f} es el límite puntual de las {\displaystyle f_{n}}.

## Propiedades
El concepto suele compararse con la convergencia uniforme. Decir que
{\displaystyle \lim _{n\rightarrow \infty }f_{n}=f\ {\mbox{uniformemente}}}
quiere decir que
{\displaystyle \lim _{n\rightarrow \infty }\,\sup\{\,\left|f_{n}(x)-f(x)\right|:x\in A\,\}=0,}
donde {\displaystyle A} es el dominio común de {\displaystyle f} y las {\displaystyle f_{n}}. Esta es una afirmación más fuerte que la de la convergencia puntual. Toda sucesión uniformemente convergente es puntualmente convergente a la misma función límite, pero existen sucesiones puntualmente convergentes que no son uniformemente convergentes. Por ejemplo, si {\displaystyle f_{n}:[0,1)\rightarrow [0,1)} es una sucesión de funciones definida por {\displaystyle f_{n}(x)=x^{n}}, entonces {\displaystyle \lim _{n\rightarrow \infty }f_{n}(x)=0} puntualmente en el intervalo {\displaystyle [0,1)}, pero no uniformemente.
El límite puntual de una sucesión de funciones continuas puede ser una función discontinua, pero solo si la convergencia no es uniforme. Por ejemplo,
{\displaystyle f(x)=\lim _{n\rightarrow \infty }\cos(\pi x)^{2n}}
toma el valor 1 cuando {\displaystyle x} es entero y 0 cuando {\displaystyle x} no es un entero, y por tanto es discontinua en todos los enteros.
Los valores de las funciones {\displaystyle f_{n}} no tienen por qué ser números reales, sino que pueden estar en cualquier espacio topológico, de forma que el concepto de convergencia puntual tenga sentido. La convergencia uniforme, por otra parte, no tiene sentido para funciones con valores en espacios topológicos en general, sino que necesita tomar valores en un espacio métrico o, de forma más general, en un espacio uniforme.

## Topología
La convergencia puntual es la misma que la convergencia en la topología producto en el espacio {\displaystyle Y^{X}}, donde {\displaystyle X} es el dominio e {\displaystyle Y} es el codominio. Si el codominio {\displaystyle Y} es compacto, entonces, por el teorema de Tíjonov, el espacio {\displaystyle Y^{X}} es también compacto.

## Convergencia en casi todo punto
En teoría de la medida, se habla de convergencia en casi todo punto de una sucesión de funciones medibles definidas en un espacio medible. Esto implica convergencia puntual en casi todo punto, esto es, en un subconjunto del dominio cuyo complemento tiene medida nula. El teorema de Egórov afirma que la convergencia puntual en casi todo punto en un conjunto de medida finita implica convergencia uniforme en un conjunto algo más pequeño.